# Meinhard
Meinhard ist eine Gemeinde im nordhessischen Werra-Meißner-Kreis. Der Verwaltungssitz befindet sich im Ortsteil Grebendorf.

## Geographie
Meinhard liegt in der nordhessischen Mittelgebirgslandschaft am Rand des Werratals, kaum 3 km nördlich der Kreisstadt Eschwege. Nördlich erhebt sich die Gobert.
Bei Meinhard-Frieda mündet die Frieda in die Werra. Auf dem Meinhard-Jestädt gegenüberliegenden Werraufer fließt die Wehre in die Werra.

### Nachbargemeinden
Meinhard grenzt im Nordosten und Osten an die Gemeinden Volkerode, Pfaffschwende, Kella und Geismar (alle vier im thüringischen Landkreis Eichsfeld), im Südosten an die Stadt Wanfried, im Süden und Westen an die Stadt Eschwege, sowie im Nordwesten an die Stadt Bad Sooden-Allendorf (alle drei im Werra-Meißner-Kreis).

### Gemeindegliederung
Die Gemeinde besteht aus den sieben Ortsteilen Frieda, Grebendorf (Sitz der Gemeindeverwaltung), Hitzelrode, Jestädt, Neuerode, Motzenrode und Schwebda.

## Geschichte
Gemeindebildung
Am 31. Dezember 1971 wurde im Zuge der Gebietsreform in Hessen die Gemeinde Meinhard durch den freiwilligen Zusammenschluss der bis dahin selbständigen Gemeinden Frieda, Grebendorf, Jestädt und Schwebda neu gebildet. Am 1. April 1972 kamen Hitzelrode, Motzenrode und Neuerode hinzu. Für die ehemals eigenständigen Gemeinden von Meinhard wurden Ortsbezirke mit Ortsbeirat und Ortsvorsteher nach der Hessischen Gemeindeordnung gebildet.

## Bevölkerung

### Einwohnerstruktur 2011
Nach den Erhebungen des Zensus 2011 lebten am Stichtag, dem 9. Mai 2011, in Meinhard 4836 Einwohner. Nach dem Lebensalter waren 702 Einwohner unter 18 Jahren, 1740 zwischen 18 und 49, 1155 zwischen 50 und 64 und 1236 Einwohner waren älter. Unter den Einwohnern waren 64 (1,3 %) Ausländer, von denen 33 aus dem EU-Ausland, 17 aus anderen europäischen Ländern und 18 aus anderen Staaten kamen. (Bis zum Jahr 2020 erhöhte sich die Ausländerquote auf 3,2 %.) Die Einwohner lebten in 2199 Haushalten. Davon waren 609 Singlehaushalte, 390 Paare ohne Kinder und 678 Paare mit Kindern, sowie 201 Alleinerziehende und 21 Wohngemeinschaften. In 576 Haushalten lebten ausschließlich Senioren und in 1302 Haushaltungen lebten keine Senioren.

### Einwohnerentwicklung
| Meinhard: Einwohnerzahlen von 1970 bis 2020                              | Meinhard: Einwohnerzahlen von 1970 bis 2020 | Meinhard: Einwohnerzahlen von 1970 bis 2020 | Meinhard: Einwohnerzahlen von 1970 bis 2020 | Meinhard: Einwohnerzahlen von 1970 bis 2020 |
| ------------------------------------------------------------------------ | ------------------------------------------- | ------------------------------------------- | ------------------------------------------- | ------------------------------------------- |
| Jahr                                                                     |                                             |                                             |                                             | Einwohner                                   |
| 1970                                                                     | 1970                                        |                                             | 5.108                                       | 5.108                                       |
| 1973                                                                     | 1973                                        |                                             | 6.040                                       | 6.040                                       |
| 1975                                                                     | 1975                                        |                                             | 6.015                                       | 6.015                                       |
| 1980                                                                     | 1980                                        |                                             | 5.881                                       | 5.881                                       |
| 1985                                                                     | 1985                                        |                                             | 5.675                                       | 5.675                                       |
| 1990                                                                     | 1990                                        |                                             | 5.613                                       | 5.613                                       |
| 1995                                                                     | 1995                                        |                                             | 5.653                                       | 5.653                                       |
| 2000                                                                     | 2000                                        |                                             | 5.455                                       | 5.455                                       |
| 2005                                                                     | 2005                                        |                                             | 5.257                                       | 5.257                                       |
| 2010                                                                     | 2010                                        |                                             | 4.887                                       | 4.887                                       |
| 2011                                                                     | 2011                                        |                                             | 4.636                                       | 4.636                                       |
| 2015                                                                     | 2015                                        |                                             | 4.716                                       | 4.716                                       |
| 2020                                                                     | 2020                                        |                                             | 4.555                                       | 4.555                                       |
| Quellen: LAGIS; Hessisches Statistisches Informationssystem; Zensus 2011 |                                             |                                             |                                             |                                             |

### Historische Religionszugehörigkeit
| • 1987: | 4562 evangelische (= 80,5 %), 677 katholische (= 12,0 %), 427 sonstige (= 7,5 %) Einwohner  |
| • 2011: | 3301 evangelische (= 68,3 %), 536 katholische (= 11,1 %), 999 sonstige (= 20,6 %) Einwohner |

## Politik

### Gemeindevertretung
Die Kommunalwahl am 14. März 2021 lieferte folgendes Ergebnis, in Vergleich gesetzt zu früheren Kommunalwahlen:
| Gemeindevertretung – Kommunalwahlen 2021                                                                              | Gemeindevertretung – Kommunalwahlen 2021                              |
| --- | --------------------------------------------------------------------- |
| Stimmenanteil in %Wahlbeteiligung 63,3 % 50403020100 42,0 (−5,1)35,5 (+6,4)15,1 (+1,0)7,4 (−2,3) SPDÜWGCDUFDP20162021 | SitzverteilungInsgesamt 23 Sitze - SPD: 10 - ÜWG: 8 - CDU: 3 - FDP: 2 |

| Parteien und Wählergemeinschaften | Parteien und Wählergemeinschaften                             | % 2021 | Sitze 2021 | % 2016 | Sitze 2016 | % 2011 | Sitze 2011 | % 2006 | Sitze 2006 | % 2001 | Sitze 2001 |
| SPD                               | Sozialdemokratische Partei Deutschlands                       | 42,0   | 10         | 47,1   | 11         | 61,9   | 14         | 58,2   | 18         | 60,6   | 19         |
| ÜWG                               | Überparteiliche Wählergemeinschaft                            | 35,5   | 8          | 29,1   | 7          | —      | —          | —      | —          | —      | —          |
| CDU                               | Christlich Demokratische Union Deutschlands                   | 15,1   | 3          | 14,1   | 3          | 18,8   | 4          | 18,5   | 6          | 16,7   | 5          |
| FDP                               | Freie Demokratische Partei                                    | 7,4    | 2          | 9,7    | 2          | —      | —          | —      | —          | —      | —          |
| FDP/ÜWG                           | Freie Demokratische Partei/Überparteiliche Wählergemeinschaft | —      | —          | —      | —          | 19,4   | 5          | 23,3   | 7          | 22,7   | 7          |
| Gesamt                            | Gesamt                                                        | 100,0  | 23         | 100,0  | 23         | 100,0  | 23         | 100,0  | 31         | 100,0  | 31         |
| Wahlbeteiligung in %              | Wahlbeteiligung in %                                          | 63,3   | 63,3       | 63,1   | 63,1       | 62,0   | 62,0       | 62,1   | 62,1       | 64,3   | 64,3       |

### Bürgermeister

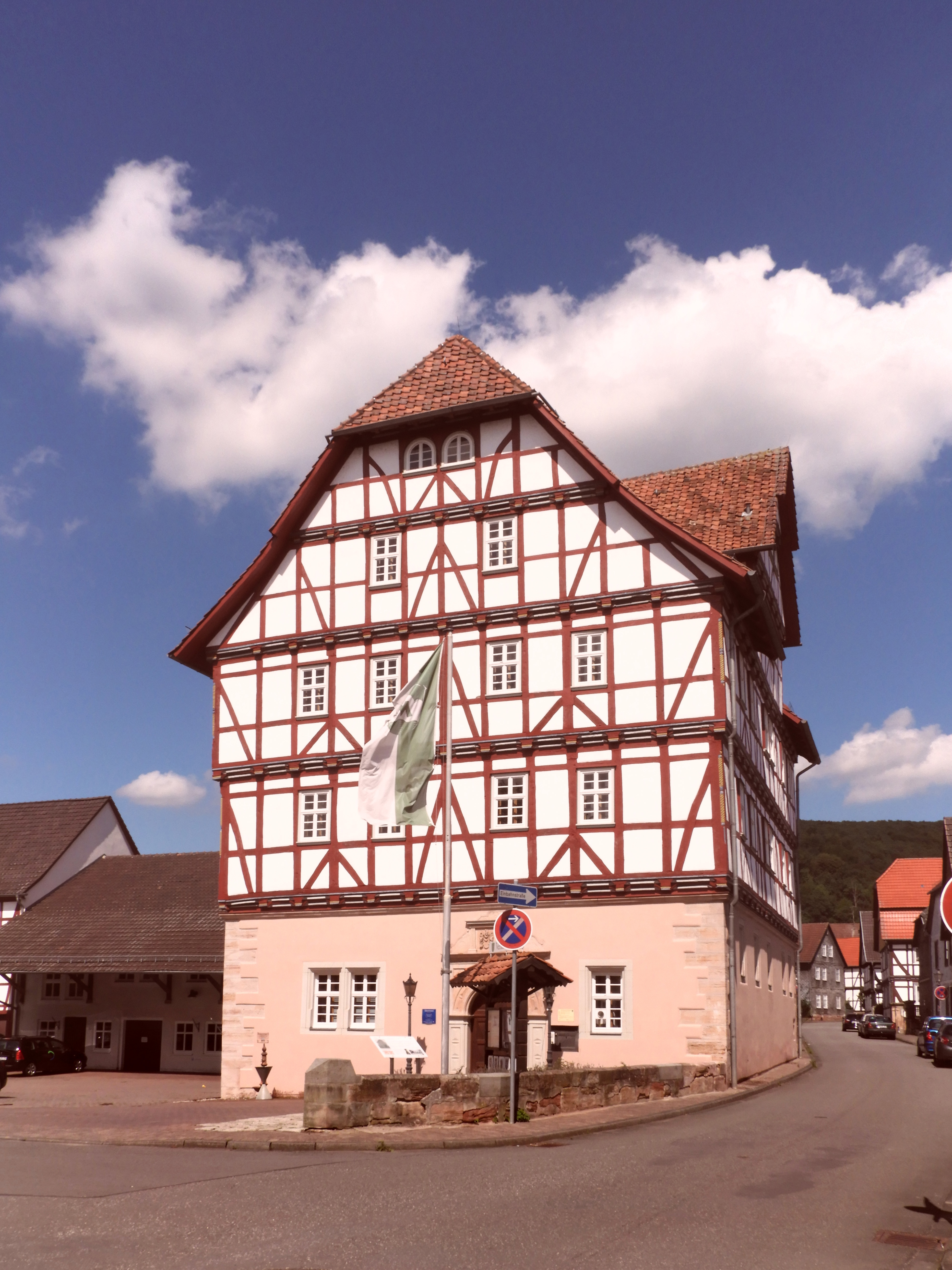
Das sogenannte Keudellsche Schloss in Grebendorf. Seit 1993 Sitz der kommunalen Verwaltung Meinhards.

Nach der hessischen Kommunalverfassung wird der Bürgermeister für eine sechsjährige Amtszeit gewählt, seit dem Jahr 1993 in einer Direktwahl, und ist Vorsitzender des Gemeindevorstands, dem in der Gemeinde Meinhard neben dem Bürgermeister ehrenamtlich ein Erster Beigeordneter und sechs weitere Beigeordnete angehören. Bürgermeister ist seit dem 1. Juni 2014 der parteiunabhängige Gerhold Brill. Er wurde als Nachfolger von Hans Giller (SPD), der nach zwei Amtszeiten nicht wieder kandidiert hatte, am 13. Oktober 2013 in einer Stichwahl bei 69,2 Prozent Wahlbeteiligung mit 53,8 Prozent der Stimmen gewählt. Es folgte eine Wiederwahl im Februar 2020.
Amtszeiten der Bürgermeister
- 2014–2026 Gerhold Brill[15]
- 2002–2014 Hans Giller (SPD)[16]
- 1984–2002 Hubert Schott (SPD) (1941–2012)[16]

### Verwaltungssitz
Die Gemeinde Meinhard kaufte im Jahr 1987 das sogenannte Keudellsche Schloss in Grebendorf, einen stattlichen dreigeschossigen Renaissancebau in Fachwerk über massivem Untergeschoss. Nach einer sechsjährigen Renovierungszeit wird das Gebäude nun seit 1993 als Verwaltungssitz genutzt.

## Kultur und Sehenswürdigkeiten
- Schloss Wolfsbrunnen
- Wasserburg Schwebda
- Schloss Grebendorf
- Historische Portale des Friedatunnels der ehemaligen Kanonenbahn (Industriedenkmal)
- Werratalsee

Siehe auch: Liste der Kulturdenkmäler in Meinhard

## Wirtschaft und Infrastruktur

### Industrie
Größter Arbeitgeber der Gemeinde ist die friedola Gebr. Holzapfel GmbH im Ortsteil Frieda.

### Tourismus
Am Seepark in Schwebda besteht Zugang zum Werratalsee.
Durch die Gemeinde verläuft der Werratal-Radweg.
Der Ortsteil Hitzelrode ist Ausgangspunkt für viele Wanderungen. Dort verläuft der Premiumwanderweg P4.

### Verkehr

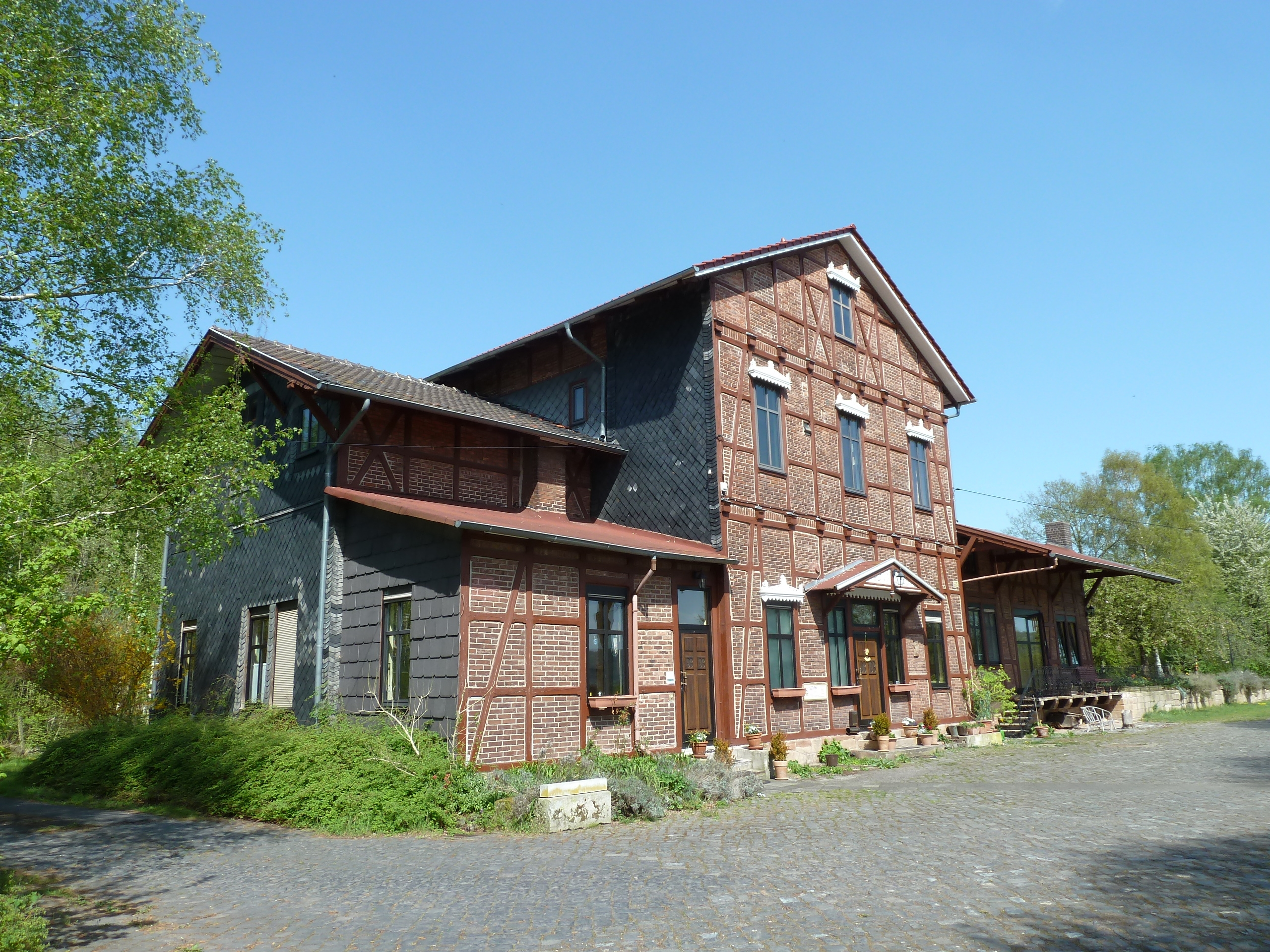
Bahnhofsgebäude Schwebda

Durch das Gemeindegebiet verläuft die Bundesstraße 249 im Abschnitt Eschwege–Mühlhausen.
Durch das Gemeindegebiet verlief die Kanonenbahn im Abschnitt Leinefelde–Treysa. Der Bahnhof Schwebda war ein Eisenbahnknotenpunkt, an dem bis 1945 die Bahnstrecke Heiligenstadt–Schwebda sowie die Bahnstrecke Schwebda–Wartha (Werratalbahn) von der Kanonenbahn abzweigten. Nach 1945 blieb infolge der deutschen Teilung einzig die Strecke Eschwege-Schwebda sowie das Teilstück der Werratalbahn bis Wanfried-Heldra in Betrieb, welche bis 1994 nach und nach stillgelegt und später abgebaut wurden. Auf Teilen der ehemaligen Bahnstrecke Schwebda–Wartha verläuft heute der Werratal-Radweg.

### Vereinssport
Die Gemeinde Meinhard geriet Anfang 2014 deutschlandweit in die Kritik, weil sie örtlichen Sportvereinen für die Nutzung gemeindeeigener Hallen und Plätze eine Nutzungsgebühr – „Vereinseuro“ – abverlangen wollte.

## Bildung
Im Ortsteil Grebendorf befindet sich die Meinhard Grundschule.

## Städtepartnerschaften
- Courçon (Charente Maritime), Frankreich
- Aldea Valle María, Provinz Entre Ríos, Argentinien

## Persönlichkeiten
- Friedrich Rudolf Ernst Freiherr von Feilitzsch (* 14. Juli 1858 in Jestädt; † 23. Januar 1942 in Bückeburg), Politiker im Fürstentum Schaumburg-Lippe und dessen erster Ministerpräsident.
- Alexander von Keudell (* 1861 in Schwebda; † 1939), Rittergutsbesitzer, Landrat des Kreises Eschwege und Politiker
- Heinz Fromm (* 10. Juli 1948 in Frieda), von Juni 2000 bis Juli 2012 Präsident des Bundesamtes für Verfassungsschutz.